# Doryopteris rivalis
Doryopteris rivalis är en kantbräkenväxtart som beskrevs av Sehnem. Doryopteris rivalis ingår i släktet Doryopteris och familjen Pteridaceae. Inga underarter finns listade.